# Ziti

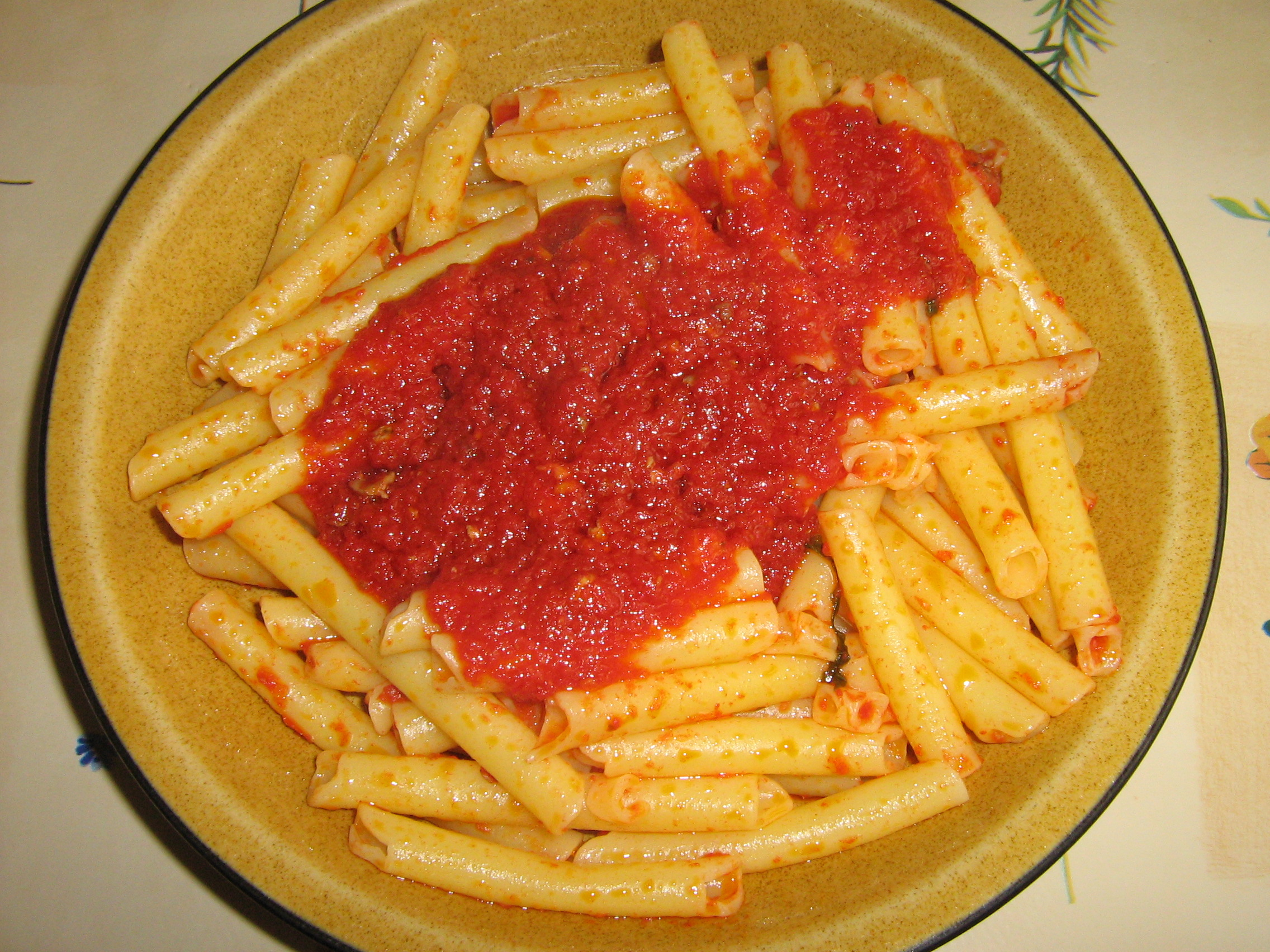
Ziti al ragù

Gli ziti sono un tipo di pasta di grano duro, di forma allungata, tubolare e cava e con superficie liscia come i bucatini ma di diametro maggiore, un po' più stretti dei rigatoni ma più larghi dei mezzani. Nella varietà "ziti rigati", presentano sulla superficie righe e creste elicoidali o parallele alla sezione verticale.
Anche se confezionati come pasta lunga, nella tradizione culinaria dell'Italia meridionale si utilizzano solitamente come pasta corta, spezzandoli in 3-4 parti prima di cuocerli.
La parola zito è forma meridionale della parola toscana citto "fanciullo", che al meridione aveva il significato di "scapolo", "donna nubile" e poi "fidanzato/-a". 
Il nome deriva dall’espressione Maccheroni della zita, un piatto tradizionalmente preparato dalla sposa (a Napoli chiamata zita) per il pranzo di nozze.. Gli ziti sono diventati molto popolari negli Stati Uniti con la serie televisiva I Soprano.